# Moritz Schmidt (läkare)
Moritz Schmidt, född 15 mars 1838 i Frankfurt am Main, död där 9 december 1907, var en tysk läkare.
Schmidt verkade under många år som praktiserande läkare, men inriktade sig alltmer på halssjukdomar och var en rad år en av Tysklands största auktoriteter på detta område, inom vilket han bland annat författade en på sin tid mycket använd lärobok.
I egentligt vetenskapligt hänseende kom Schmidt dock aldrig att inta någon ledarställning, om än hans energiska arbete för behandlingen av struptuberkulosen fick mycket stor betydelse; han var den förste, som vågade hävda möjligheten av att kunna bota denna sjukdom. Han var en av dem, som i San Remo konstaterade, att kejsar Fredrik III led av strupcancer.